# Ànglia de l'Est
|  | Aquest article tracta sobre el regne medieval. Si cerqueu la regió de la Gran Bretanya, vegeu «Ànglia de l'Est (regió)». |

Ànglia de l'Est o Ànglia Oriental (en anglès East Anglia) fou un dels regnes sorgits a Britànnia després de l'enfonsament del poder romà. El seu territori era ocupat principalment per la tribu dels icens, a la qual pertanyé la famosa Boadicea. El van fundar els angles al final del segle vi i va ocupar els moderns comtats de Suffolk i Norfolk i part dels d'Essex i Cambridge. En l'època de Raedwald va viure una època d'hegemonia, però el 794 va caure sota el domini de Mèrcia i va ser conquerida pels danesos el 869, que el va incloure dins el Danelaw. Després seria conquerida per Eduard el Vell i incorporada al regne d'Anglaterra el 918.

## Dominis i governants
El regne es va fundar cap al 520, quan els angles passaren a habitar la terra dels icens, i van ocupar un territori que comprenia els comtats de Norfolk i Suffolk més part dels Fens, cosa que se sap per la dot que va rebre Ermenilda filla de la reina Anna. La dinastia governant era la dels Wuffingas, possiblement descendents dels varins.
L'Ànglia de l'Est va ser un dels set regnes que van formar l'heptarquia anglosaxona i, per un curt període al voltant del 616, després de derrotar els seus rivals de Northúmbria, el més poderós de tots, quan Raedwald, que va desafiar Etelbert per haver acollit un rival seu se'n va enfrontar en batalla a prop del riu Idle i el va derrotar, per la qual cosa fou reconegut bretwalda.
Després de l'època de glòria, vers l'any 640 Mèrcia va iniciar el seu expansionisme per aquest país i no pararia d'atacar fins que prengueren control del país, cosa que aconseguí quan les tropes de l'Ànglia de l'Est foren derrotades per les de Penda. A continuació van governar un seguit de reis vassalls de Mèrcia, el darrer dels quals Etelbert II va morir assassinat per Offa.
Ànglia va recuperar breument la independència durant la revolta entre els anys (825–827), però el 20 de novembre del 869 fou conquerida per les tropes vikingues del gran exèrcit pagà comandades per Ivar el Desossat, que assassinaren el rei Edmon d'Ànglia de l'Est. L'arribada dels danesos va originar un seguit de guerres i batusses entre vikings i anglesos. Alfred el Gran volia integrar l'Ànglia de l'Est dins el recent creat regne d'Anglaterra, però Canut II de Dinamarca volia afegir aquest territori al seu imperi: el 1017 es va proclamar rei de tota Anglaterra i va nomenar Thorkell l'Alt el seu governant amb el títol d'earl d'Anglaterra.

## La qüestió religiosa
Els angles tenien creences religioses basades en la mitologia germànica. Raedwal va ser el primer rei angle que es va convertir al cristianisme, per consell del seu amic Edwin de Northúmbria. Això va portar problemes, ja que es van crear dues faccions al país, els que acceptaven la nova religió i els que es mantenien ferms a la tradició. Aquesta va ser la causa de l'assassinat del rei Eorpwald. El primer bisbe va ser Fèlix de Borgonya. Vers l'any 633 sant Fursey va anar a l'Ànglia de l'Est des de Athlone, acompanyat de sacerdots i monjos de Northúmbria. Sigeberht els va concedir un lloc per fer un monestir en un antic fortí romà anomenat Cnobheresburg, que podria ser Burgh Castle, situat a Great Yarmouth. Fèlix i Fursey van efectuar un gran nombre de conversions i van construir moltes esglésies. Un segon problema va sorgir quan es van adonar que practicaven el cristianisme de manera diferent: els monjos segons el ritu celta i el bisbe segons el ritu romà. La controvèrsia es va resoldre en un sínode convocat a Whitby el 664 on es va acordar deixar de banda el ritu celta.

## Llista de reis
(totes les dates són aproximades) 
- Wehha abans del 571
- Wuffa (fill) 571-578
- Tytila (fill) 578-616
- Raedwald (fill) 616-624
- Earpwald (fill de Raedwald) 624-627 o 632
- Ricbert 628-631
- Sigebert (fill de Raedwald) 631-634
- Egric (fill d'Eni) 634-635
- Anna (neboda de Raedwald) 635-654 (mare de santa Ediltruda, santa Edilburga, santa Sexburga i santa Guitburga)
- Ethelhere (germà d'Anna) 654-655
- Ethelwold (germà d'Anna) 655-664
- Ealdwulf (nebot d'Aethelwold) 664-713
- Elfwald (germà d'Ealdwulf) 713-749
- Hun 749-? (existència no demostrada)
- Beorna 749-758 (associat a Mèrcia)
- Albert 749-? (regnat compartit)
- Ethelred 758-779
- Etelbert II 779-793
- Offa de Mèrcia 794-796
- Eadwald vers 796
- Directament governat per Mèrcia 796-826
- Æthelstan 826-839
- Æthelweard 839-855
- Sant Edmund el Màrtir 855-870
- Vassalls dels nòrdics
  - Oswald 870-876
  - Ethelred 876-879
- Dinastia nòrdica 879
- Guthrum el Vell (Ethelstan) 879-890
- Eric (fill de Guthrum) 890-902
- Guthrum II 902-918
- A Wessex 918

## Senyors d'Ànglia de l'Est (earls)
(dates aproximades)
- Ethelfrit (918-927)
- Ethelstan (fill) 927-956
- Ethelwald, (fill) 956-962
- Ethelwine, (germà) 962-992
- Ulfcytel Snylling 992-1016
- Als danesos 1016-1017
- Thorkell l'Alt (Jarl d'East Anglia) 1017-1021
- Desconeguts 1021-1044
- Harold Godwinson 1044-1051
- Elfgar 1051-1052
- Harold Godwinson 1052-1053
- Elfgar 1053-1057 (segona vegada)
- Gyrth Godwinson 1057-1066, mort a Hastings el 14 d'octubre de 1066
- Guillem el Conqueridor 1066-1069
- Ralph de Guader 1069-1075
- Roger Bigod el Sheriff 1075-1107 (considerat primer earl de Norfolf, sheriff de Norfolk i Suffolk)